# منزل بهشيساريتسيف

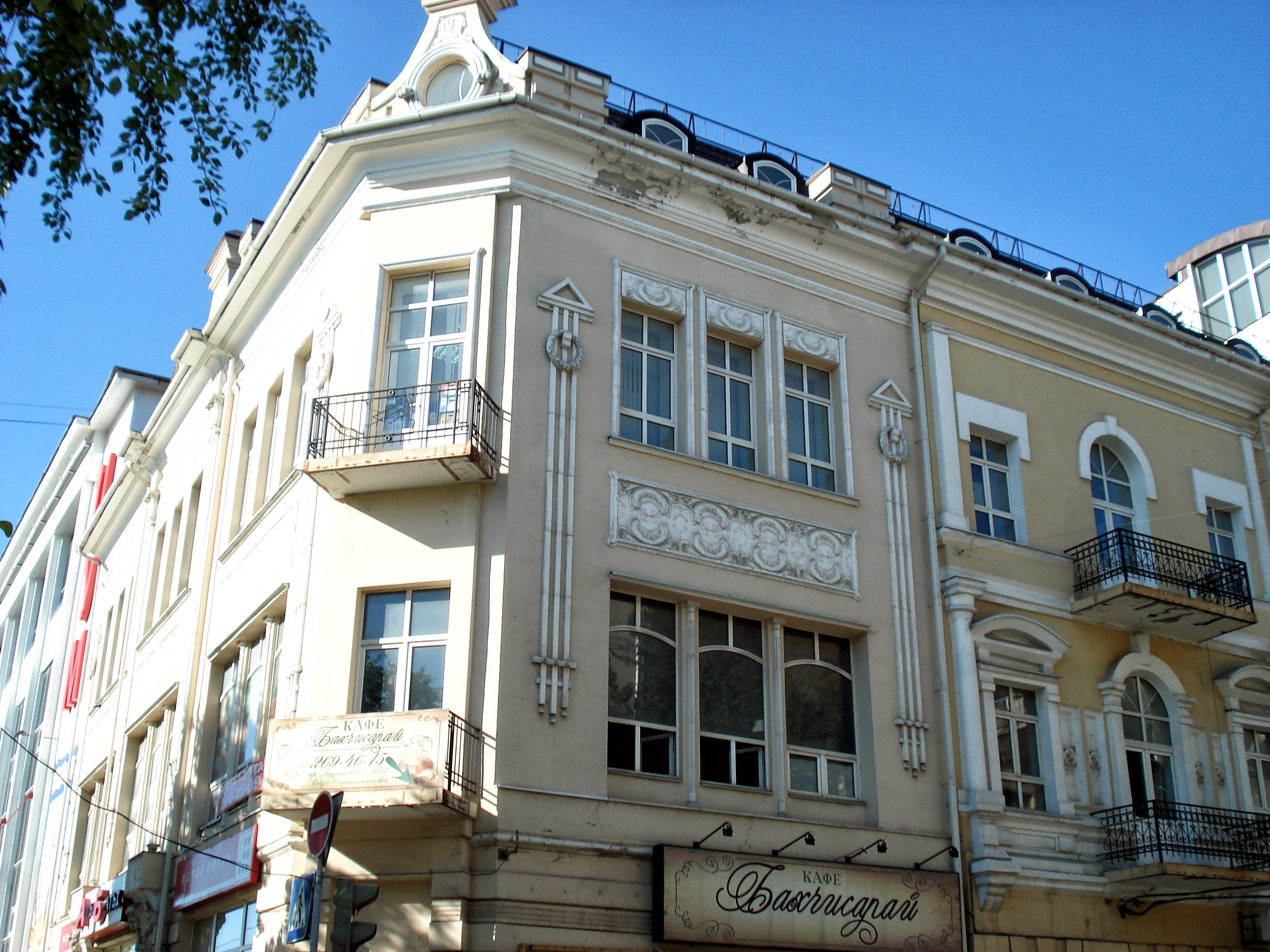

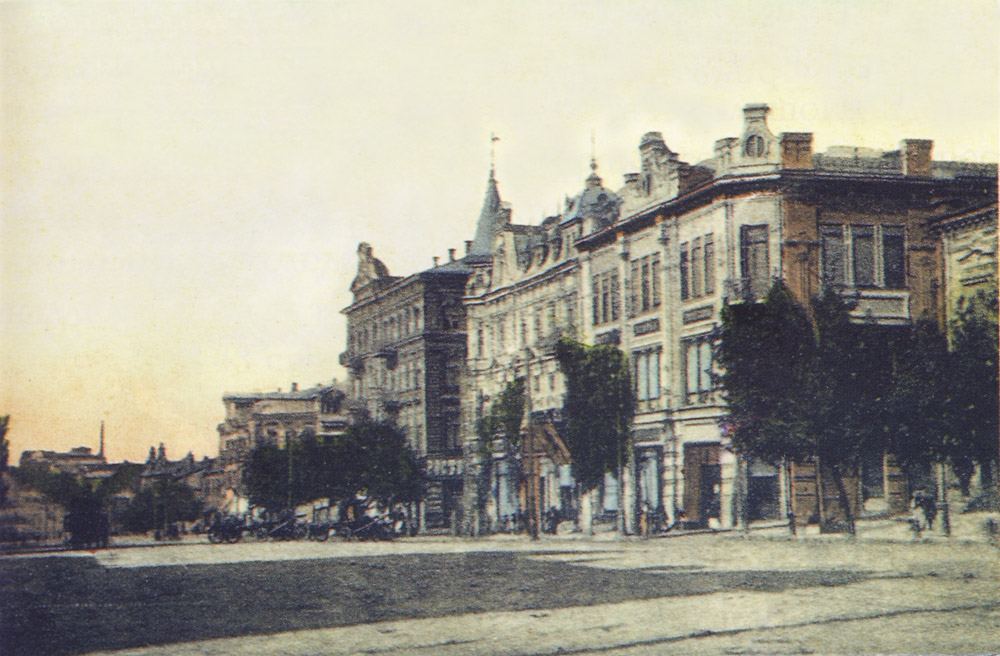

منزل باهشيساريتسيف (بالروسية: Дом Бахчисарайцева) هو منزل تاريخي في روستوف-نا-دونو. يقع عند تقاطع الشارع الاشتراكي (Pr. Budennovsky, 26/57). تم بناء المبنى في أوائل القرن العشرين وينتمي إلى باهشيساريستيف غريغوري خريستوفوروفيتش (Bahchisaraystev Grigory Khristoforovich).
حاليًا، تم تضمين المبنى في سجل الآثار المعمارية.

## تاريخ
تم بناء المبنى على طراز فن الآرت نوفو (the art Nouveau style) في أوائل القرن العشرين.
في عشرينيات القرن الماضي، تم تأميم المبنى وحجز الطوابق العليا للأغراض السكنية، وفي الطابق السفلي وضعت كافتيريا للطلاب.